# 草原樱桃
草原樱桃（学名：Cerasus fruticosa）为蔷薇科樱属的植物。分布于欧洲、小亚细亚、哈萨克斯坦、西伯利亚以及中国大陆的新疆等地，一般生长在野生，目前尚未由人工引种栽培。

## 异名
- Prunus fruticosa Pall.